# حاسب الطبري
أبو جعفر محمد بن أيوب حاسب الطبري هو عالم فلك فارسي مسلم، من مدينة أمل، في طبرستان. على خلاف بقية العلماء الفارسيين، فقد كتب جميع أعماله باللغة الفارسية، ولم يكتب أيًّا منها باللغة العربية (على الرغم من أن بعض أعماله لها عناوين عربية). لا يُعرف الكثير عن حياته. وتُعتبر أعماله من بين أقدم الأعمال العلمية باللغة الفارسية. استخدم العديد من المصطلحات الفارسية المعادلة للكلمات العربية.